# Koropciîk, Zolociv
Koropciîk (în ucraineană Коропчик) este un sat în comuna Snovîci din raionul Zolociv, regiunea Liov, Ucraina.

## Demografie
Componența lingvistică a localității Koropciîk
     Ucraineană (100%)
Conform recensământului din 2001, toată populația localității Koropciîk era vorbitoare de ucraineană (100%).